# Floresville
Floresville – miasto w Stanach Zjednoczonych, w stanie Teksas, stolica hrabstwa Wilson. Jest częścią obszaru metropolitalnego San Antonio.
Jednym z pierwszych osadników w tej okolicy był Don Francisco Flores de Abrego, na którego cześć nazwano następnie miasto.

## Demografia
Według spisu z 2020 roku liczy 7,2 tys. mieszkańców, w tym 4,7% deklarowało polskie pochodzenie. Latynosi stanowili 60,8% populacji.